# Eugerdella zenkevitschi
Eugerdella zenkevitschi is een pissebed uit de familie Desmosomatidae. De wetenschappelijke naam van de soort is voor het eerst geldig gepubliceerd in 1946 door Gurjanova.